# Kanton Rocheservière
Der Kanton Rocheservière war von 1790 bis 2015 ein französischer wahlkreis im Arrondissement La Roche-sur-Yon, im Département Vendée und in der Region Pays de la Loire; sein Hauptort war Rocheservière.

## Gemeinden
Der Kanton Rocheservière bestand aus sechs Gemeinden:
| Gemeinde                  | Einwohner Jahr | Fläche km² | Bevölkerungsdichte | Code INSEE | Postleitzahl |
| ------------------------- | -------------- | ---------- | ------------------ | ---------- | ------------ |
| L’Herbergement            | 2.989 (2013)   | 16,75      | 178 Einw./km²      | 85108      | 85260        |
| Mormaison                 | 1.070 (2013)   | 15,44      | 69 Einw./km²       | 85150      | 85260        |
| Rocheservière             | 3.065 (2013)   | 28,15      | 109 Einw./km²      | 85190      | 85620        |
| Saint-André-Treize-Voies  | 1.389 (2013)   | 18,96      | 73 Einw./km²       | 85197      | 85260        |
| Saint-Philbert-de-Bouaine | 3.228 (2013)   | 50,16      | 64 Einw./km²       | 85262      | 85660        |
| Saint-Sulpice-le-Verdon   | 997 (2013)     | 14,07      | 71 Einw./km²       | 85272      | 85260        |

## Bevölkerungsentwicklung
| 1962  | 1968  | 1975  | 1982  | 1990  | 1999  | 2010   |
| ----- | ----- | ----- | ----- | ----- | ----- | ------ |
| 7.221 | 7.485 | 7.590 | 8.078 | 8.363 | 8.806 | 11.966 |